# Merremia palmata
Merremia palmata är en vindeväxtart som beskrevs av Hallier f. Merremia palmata ingår i släktet Merremia och familjen vindeväxter. Inga underarter finns listade i Catalogue of Life.